# Saint-Étienne-l'Allier
Saint-Étienne-l'Allier is een gemeente in het Franse departement Eure (regio Normandië) en telt 385 inwoners (1999). De plaats maakt deel uit van het arrondissement Bernay.

## Geografie
De oppervlakte van Saint-Étienne-l'Allier bedraagt 11,2 km², de bevolkingsdichtheid is 34,4 inwoners per km².
De onderstaande kaart toont de ligging van Saint-Étienne-l'Allier met de belangrijkste infrastructuur en aangrenzende gemeenten.

## Demografie
Onderstaande figuur toont het verloop van het inwonertal (bron: INSEE-tellingen).